# 倉橋うみ
倉橋 うみ（くらはし うみ、1991年8月15日 - ）は日本の女優。愛知県出身。
2012年11月から2014年4月まで「矢野あずさ」名義で、女性アイドルグループ・名古屋CLEAR'Sのメンバーとして活動。

## 経歴
2012年11月にお掃除ユニットCLEAR'S（名古屋CLEAR'S）のオリジナルメンバーとして矢野あずさの名前でアイドルデビュー。
2013年1月に卒業。
2013年10月27日にASH Dreamのリーダーとして活動。名前を矢乃あずさに改名。
2014年4月にASH Dream卒業。
2019年12月ミシェルエンターテイメントに所属。倉橋うみに改め女優として活動。
2023年10月31日ミシェルエンターテイメント退所。

## 人物
血液型 B型

ファンのことは「チームうみちゃん」と表現。

座右の銘「継続は力なり」

愛猫の名前はルナ

好きなアーティストとして、クリープハイプ、赤い公園、THE BEAT GARDENを公言している。

## 出演
CM
- アイシティ(2020)
- UQモバイル(2020)
- モスバーガー 「どれから？」篇(2020)[7]
- トヨタ自動車株式会社 / 安全技術体験イベント(2020)
- 三井不動産
- PLST「プラステはいてみた」篇(2018)
- Softbank「巨大化する学生」篇(2018)

TV番組
- 三重テレビ「OBANCHIi」
- フジテレビ「芸人サバイバルトーク！！上田に火をつけろ！」丸山礼の回   (2021年4月10日)[8]
- 読売テレビ ｢ペアキュン｣ 蛙亭の回  (2021年9月23日)[9]

ドラマ
- 毎日放送 ｢凛子さんはシてみたい｣  (2021年10月19日 ｰ ) ｰ ウェディングプランナー役[10]
- TBS ｢クロサギ｣  (2022年10月21日) 第1話[11]
- 関西テレビ「社内処刑人〜彼女は敵を消していく〜」（2024年4月19日 - ） - 水島京香 役[12]
- テレビ朝日「爆上戦隊ブンブンジャー」バクアゲ22「炎の獅子奮迅」(2024年7月28日)  - 先生 役[13]
- テレビ朝日「仮面ライダーガヴ」29話「ジープの電撃結婚！」(2025年4月6日)  - 桜井の妻 役

映画
- ｢花束みたいな恋をした｣  （2021年1月29日、東京テアトル / リトルモア）[14]
- 「ひとりぼっちじゃない」（2023年3月10日、パルコ）
- 「在りのままで進め」（2023年12月1日公開予定、松本動監督） - 高橋里紗 役[15]

WEB
- 医療法人社団鎮誠会の紹介ムービー(2020)[16]
- さめざめ / 単独公演「HのつぎはI」(2015)
- OMO3浅草 by 星野リゾート[17]
- Cutie Walk JAPAN[18]

WEB映画
- 映画館にいく日（2020年9月9日、Hulu）[19]

舞台
- GULLCOMPANY「ただ、ごく稀な非日常という名のイデア」（2014年2月27日 - 3月2日 - 王子MON★STAR） - 長野美奈 役
- LIVEDOGGIRLS「レディ・ア・ゴーゴー!!2021」(2021年12月17日 - 26日、中目黒キンケロシアター) - 渡辺日和 役[20]
- 空感演人プロデュース「想い出パレット〜乙女の戦 両国場所〜」(2022年10月13日 - 17日、両国・Air studio) - びん子 役[21]

イベント
- TUFF STUFF presents ：『ハッピーハロウィン2020～Specialガールズトーク～』（2020年10月10日、阿佐ヶ谷ロフトA）[22]

ファッションショー
- NAGOYA GIRL summer party(2012)

ラジオ
- ミシェルーム（2021年2月3日ｰ2021年4月21日 Radiotalk）[23]
- 倉橋うみのUmi collection（2020年9月6日ｰ2023年10月29日 Radiotalk）[23]